# 天津利中酸厂
天津利中酸厂，是1933年实业家赵雁秋创办，1934年投产的制酸厂，由南开大学应用化学研究所设计建造。天津利中酸厂奠定了天津近代制酸工业的基础。

## 历史沿革
1930年代，中国只有上海一家专供军需的硫酸工厂，其他工业用酸绝大部分依赖进口，市场被日本垄断。实业家赵雁秋决定办制酸厂，以填补北方民族制酸工业的空白，选址于交通便利的天津海河东岸。1933年6月，南开大学应用化学研究所承担了天津利中酸厂的设计建设任务，主要由张克忠、张洪沅、蒋子瞻三人负责具体工作。
1933年10月16日，利中酸厂股份有限公司依照公司法股份有限公司之规定，向国民政府实业部申请登记并领到执照。
1934年5月，利中制酸厂建成后，赵雁秋向南开大学校长张伯苓和应化所所长张克忠提出，想借调蒋子瞻教授来酸厂服务以帮助解决技术上的难题。经南开大学校方同意，赵雁秋聘请蒋子瞻为总技师，利中酸厂技术上的问题由蒋子瞻把关负责，赵雁秋主要负责经营管理。
1937年，日本攻占天津后，日军强占了利中酸厂，扣押总技师蒋子瞻并通缉经理赵雁秋。赵雁秋被迫到四川灌县等地避难。战争结束后，国民政府敌伪产业处理局接收代管了利中酸厂。1946年8月，赵雁秋回到天津，开始向敌伪产业处理局办理发还手续。
1954年，利中酸厂实行公私合营并开展了技术改造，对方铅室进行了改造，根据现场条件创造了圆形铅室，并强化了分酸方式，1956年产量就达到了7200吨，次年又达到8080吨，生产能力达到全国第一。
1959年开始，由于盲目追求产值、管理不善、原材料消耗大、成本增加，公私合营利中酸厂开始逐年亏损。